# William Brydon

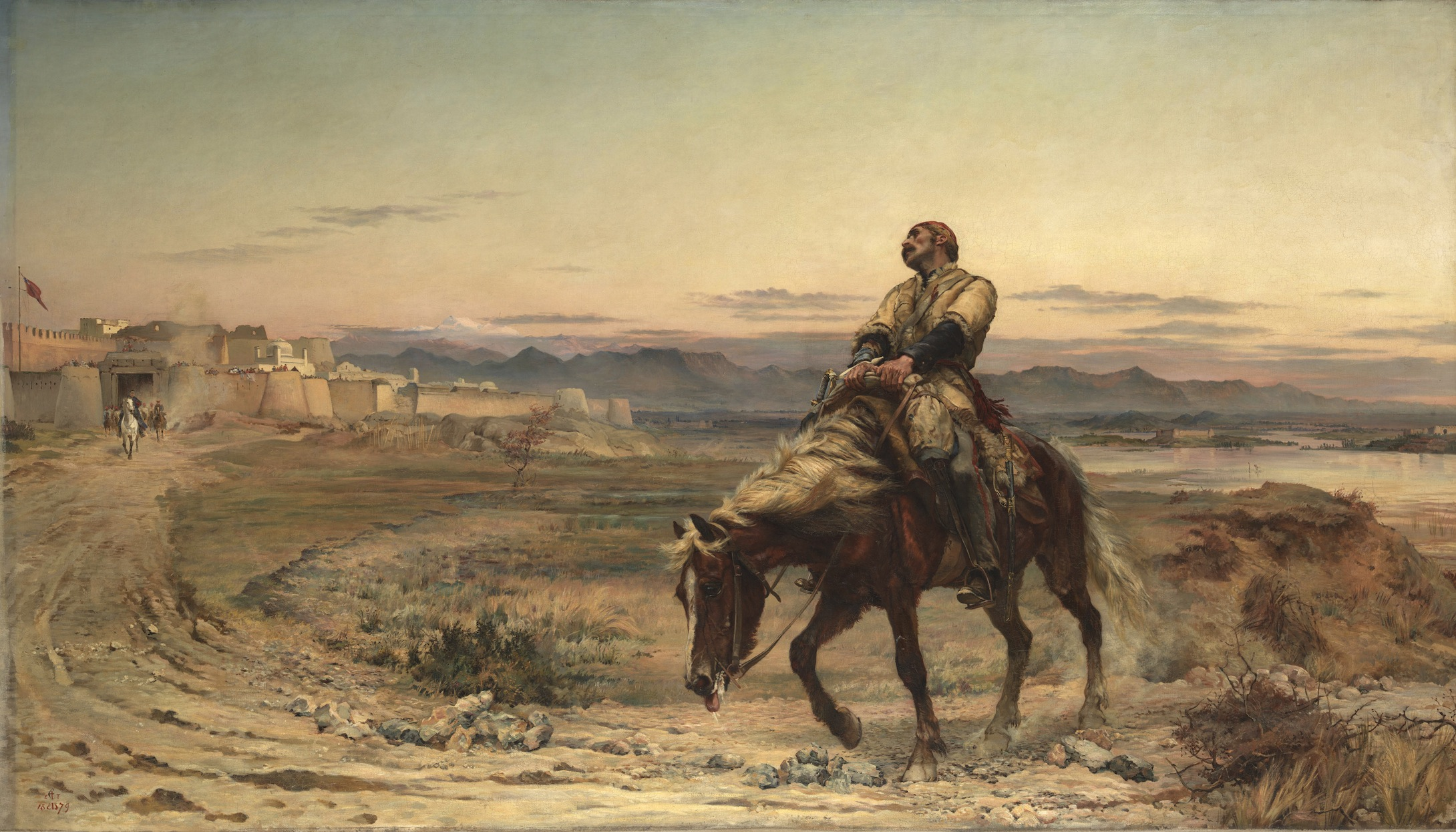
Elizabeth Thompson Butler: Remnants of an army (1879)

William Brydon CB (* 10. Oktober 1811; † 20. März 1873) war ein Assistenzarzt in der britischen Armee der East India Company im ersten Anglo-Afghanischen Krieg. Bekannt wurde er als angeblich der einzige Überlebende einer Armee von 4500 Mann, der sich, am Ende des langen Rückzugs aus Kabul nach Dschalalabad, in Sicherheit bringen konnte. Geboren in London, war er schottischer Abstammung. Er studierte Medizin am University College London und an der University of Edinburgh.

## Das Massaker
Die britische Armee begann ihren Rückzug aus Kabul am 6. Januar 1842, nach der Ermordung der beiden britischen Vertreter dort. Die nächste britische Garnison war in Dschalalabad, 90 Meilen (140 km) entfernt, und die Armee musste schneebedeckte Pässe im Januar überwinden. Unter dem Kommando von Generalmajor William George Keith Elphinstone brach ein Tross von 4.500 Soldaten und 12.000 Zivilangestellten, darunter Frauen und Kinder, nach Dschalalabad auf. Sie gingen davon aus, dass man ihnen eine sichere Passage ermöglichen würde. Auf dem Rückzug wurden sie von den Afghanen unter Akbar Khan verfolgt. Die Briten wurden zusehends dezimiert und zerstreut, bis es am 13. Januar in der Nähe von Gandamak, 56 Kilometer von Dschalalabad entfernt, zu einem letzten Gefecht mit den verbliebenen 65 Soldaten, darunter 20 Offiziere, des 44th East Essex Regiment kam. Die Afghanen versuchten erst, die Briten zur Aufgabe zu überreden, und begannen dann mit dem Angriff.
Die Briten wurden besiegt und nur sechs berittene Offiziere entkamen, von denen fünf auf dem Weg ums Leben kamen. Am Nachmittag des 13. Januar 1842 sahen die britischen Truppen in Dschalalabad, die gerade nach ihren Kameraden der Garnison von Kabul Ausschau hielten, einen einzelnen Reiter, der sich der Stadtmauer näherte. Es war Dr. Brydon. Er hatte einen schweren Schwerthieb auf seinen Schädel bekommen und hatte nur überlebt, weil er, gegen die intensive Kälte, eine Ausgabe des Blackwood’s Magazins in seinen Hut gefüttert hatte. Das Magazin nahm die meiste Energie des Schlages auf und rettete so Brydons Leben.
Brydon wurde weithin bekannt als der einzige Überlebende der gesamten Armee, wenn dies auch nicht zutreffend ist. In der Tat war er nicht der einzige Europäer, der den Rückzug überlebte. Etwa 115 britische Offiziere, Soldaten, Frauen und Kinder wurden gefangen genommen und als Geiseln gehalten, wodurch sie auch überlebten und anschließend freigelassen wurden, darunter Lady Florentia Sale, die Frau von Sir Robert Sale, dem Befehlshaber von Dschalalabad. Elphinstone starb hingegen in Gefangenschaft. Auch war Brydon nicht der einzige Europäer, der den Rückzug von Kabul nach Dschalalabad überlebte, ohne Zeit in Gefangenschaft verbracht zu haben. Von seiner Einheit gelangte der „griechische Händler“, Baness, auch nach Dschalalabad, er traf zwei Tage nach Brydon dort ein, überlebte aber nur einen Tag. Außerdem gelang es in den nächsten Wochen einer kleinen Anzahl von indischen Sepoys, Dschalalabad zu Fuß zu erreichen.

## Nach dem Massaker
Brydon kämpfte im zweiten Anglo-Birmanischen Krieg von 1852, als Rangun erobert wurde. 1857 war er Regimentsarzt in Lucknow. Zusammen mit seiner Frau und seinen Kindern überlebte er seine zweite Belagerung, die Belagerung von Lucknow (Juni – November 1857), in der er schwer am Schenkel verwundet wurde. Im November 1858 wurde ihm der Order of the Bath (CB) verliehen. Seine Frau veröffentlichte eine Denkschrift über die Belagerung. Er starb in seinem Hause in Westfield in der Nähe von Nigg in Ross-Shire am 20. März 1873 und ist zusammen mit seinem Schwager Donald MacIntyre VC auf dem Rosemarkie Kirchhof begraben.
Theodor Fontane schrieb 1859 das Gedicht Das Trauerspiel von Afghanistan, das Brydons Ankunft in Dschalalabad schildert.
Die britische viktorianische Schlachtenmalerin Elizabeth Thompson Butler malte 1879 den erschöpften Brydon, der sich den Toren der Festung Dschalalabad nähert. Er sitzt auf einem sterbenden Pferd (das bei der Ankunft in der Stadt tot zusammenbrach). Das berühmte Bild The remnants of an army, Jellalabad, January 13, 1842 (kurz: Remnants of an Army; dt. Die Reste einer Armee) ist heute in der Tate Gallery zu sehen.